# 山口県北部地震
山口県北部地震（やまぐちけんほくぶじしん）とは、1997年（平成9年）6月25日18時50分頃に発生した山口県北部の島根県との県境付近で発生した地震である。地震の規模はMjma6.6（Mw5.9）で、20世紀以降、山口県内を震源とする地震の中では最大規模である。

## 地震のメカニズム
震源の深さが8kmと浅いことから地殻内で発生した地震と推定されている。東西に圧縮軸を持つ、北東から南西走向のほぼ鉛直な右横ずれ断層と推定されており、地表に地震断層は現れなかった事から、迫田－生雲断層の一部が地下深部にて活動した事よる地震であると考えられている。余震域の大きさは幅約10km、長さ約10kmであった。

## 地震動
島根県西部で最大震度5強を観測したほか、近畿地方から九州地方にかけて震度1以上の揺れを観測した。
| 震度 | 都道府県 | 市町村                 |
| ---- | -------- | ---------------------- |
| 5強  | 島根県   | 益田市                 |
| 4    | 島根県   | 松江市、出雲市、雲南市 |
| 4    | 広島県   | 三次市                 |
| 4    | 山口県   | 萩市、下関市、山口市   |
| 4    | 福岡県   | 久留米市               |

## 震害
山口県阿東町の生雲田野中地区が被害の中心であった。家屋5棟が全半壊した他、山口県内で243棟が一部損壊の被害を受けた。また、島根県で5棟が、広島県でも1棟の家屋が一部損壊した。人的被害としては、倒れてきた食器棚に頭をぶつけたり、落ちてきた蛍光灯を踏んだりして女性2人が軽傷を負った。ライフラインの被害としては、水道はむつみ村で20戸が断水し、須佐町や阿東町・むつみ村で濁るなどした。また、県道310号線などで土砂崩れや路面のひび割れなどが発生し一時通行止めとなった。その他、阿東町ではほとんどの墓石が倒壊した。